# 王得仁 (明朝官员)
王得仁（？—1449年），名仁，以字行，明朝官员。
新建人。本姓谢，其父谢永亨躲避仇人，冒妻姓王。王得仁五岁丧母，哀号如同成人。初为卫吏，因有才学，被推荐授汀州府经历。廉能勤敏，上下爱之。在任九年，正统九年（1444年）七月任满当迁官，军民数千人请求让他留任，巡按御史张淑等上报，吏部查实后诏命他增加任期再任，升正七品俸禄。三年后的二月，推官缺任，明英宗从千余军民之请，令他升迁为本府推官。数次辩明冤狱，退回馈赠，打击镇守内臣的苛刻索取，政绩愈发显著。
沙县民变首领陈政景原是邓茂七的党羽，正统十四年（1449年）三月联合清流县民变首领蓝得隆等围攻汀州府。都指挥佥事马雄、按察司佥事况真等率官军民壮丁击败之，王得仁与知府刘能又派人在对方的归路上拦截，擒陈政景等八十四人，其余变民惊溃。英宗命兵部论功升赏，发文奖励。诸将商议穷搜贼党，王得仁怕殃及百姓，下令招抚。官军抓获在山中躲避变民的四百多良民想作为自己的功劳，王得仁分辨并释放难民三百人。都指挥马雄得到通变民者姓名，将要按名册处决，王得仁坚请焚烧了名册。变民又侵犯宁化，王得仁率兵去救，追至柳阳里，斩首数百，被变民挟持的百姓听到王得仁的名字，多自己逃奔官军，变民的势力更衰落了，退屯将乐，王得仁将要追歼，不久病倒了。众人要用车载他回去就医，他不同意，说自己一动，变民必会长驱直入，于是在帐中坐起，告谕将吏戮力平乱，说完就去世了。军民哀恸。丧车回去时，哭奠者布满道路，多绘像祭祀。天顺末年，吏民请求为他建祠。七年（1463年）正月，有司也为此请求，礼部上奏，得查实后下诏如广东杨信民故事，春秋致祭。
子王一夔。